# Бутусов, Вячеслав Геннадьевич
Вячесла́в Генна́дьевич Буту́сов (род. 15 октября 1961, Красноярск, СССР) — советский и российский рок-музыкант, певец, композитор, писатель, общественный деятель, актёр; заслуженный артист Российской Федерации (2019), лауреат премии Ленинского комсомола (1989). Лидер и вокалист рок-групп Nautilus Pompilius (1982—1997), «Ю-Питер» (2001—2017) и «Орден Славы» (с 2017 года).
В 1978 году Бутусов познакомился с Дмитрием Умецким. Оба были увлечёны рок-музыкой, и в итоге основали группу Nautilus Pompilius. В 1983 году Бутусов познакомился с поэтом Ильёй Кормильцевым. Во время популярности коллектива в середине 1980-х годов основным жанром для него являлась новая волна; к наиболее известным песням коллектива на музыку Бутусова относятся «Скованные одной цепью», «Взгляд с экрана», «Я хочу быть с тобой», «Последнее письмо» (также «Гудбай, Америка!»), «Прогулки по воде», «Титаник» и «Крылья».
К 1988 году «Наутилус Помпилиус» становится одной из самых известных рок-групп страны, но из-за творческих разногласий  между двумя основателями коллектива Дмитрий Умецкий покинул «Наутилус». Группа просуществовала до 1997 года, после Бутусов начал сольную карьеру. Записал ряд альбомов, участвовал в проекте Бориса Гребенщикова «Террариум».

## Биография
Родился 15 октября 1961 года в Красноярске. Первые годы жизни провёл на окраине города в районе железнодорожной станции Бугач. Семья часто переезжала, поэтому до 9 класса учился и жил в различных сибирских городах. В 1977 году семья поселилась в Свердловске, где Бутусов вскоре поступает в Свердловский архитектурный институт. В качестве начинающего архитектора принял участие в проектировании станций Свердловского метрополитена.

### 1980-е
На первом курсе в 1978 году Бутусов познакомился с Дмитрием Умецким. Оба были увлечёны рок-музыкой, играли вместе в команде «Али-Баба и 40 разбойников» и записали в 1982 году демо-альбом, подпольно распространявшийся в течение года по Свердловску. Спустя год в составе группы Nautilus Pompilius записали дебютный студийный альбом «Переезд» (1983), наполовину состоявший из песен с демо-альбома «Али-Баба и 40 разбойников». В том же году Бутусов познакомился с поэтом Ильёй Кормильцевым. С ним в 1985 группа записала свой первый профессиональный альбом «Невидимка». Название «Наутилус» было предложено в 1983 году звукорежиссёром группы Андреем Макаровым, но в 1985 году название было расширено до «Наутилус Помпилиус», чтобы избежать путаницы с московским «Наутилусом» Евгения Маргулиса. Группу Бутусова также называют «Наутилусы» или «Нау».
Параллельно работе с «Наутилусом», в 1984—1985 годах Бутусов вместе с Умецким выступали в составе группы «Степ», возглавляемой барабанщиком Евгением Димовым. Широкой известности коллектив не добился, а его дебютный альбом «Мост» в 1999 году был переиздан как сольник Бутусова.
В 1986 году Nautilus Pompilius записывает пластинку «Разлука», с которой и началась популярность группы. Появились публикации в центральной прессе (первая журнальная публикация — в журнале «Смена» (№ 7, апрель 1988), статья Евгения Додолева «Наутилус или Pompilius?»).
11 января 1986 года на концерте в Уралтехэнерго, посвящённом дню рождения Александра Пантыкина в составе «Наутилуса» впервые появился саксофонист Алексей Могилевский. Наравне с саксофонными партиями, имидж коллектива сформировали песни «Прощальное письмо»,«Я хочу быть с тобой», чёрный мрачный грим наподобие Цоя, псевдовоенная форма и пластика, позаимствованная у лидера группы «Алиса» Константина Кинчева. Первый удачный концерт был проведён 4 апреля 1987 года в Ленинградском дворце молодёжи перед жюри из Союза композиторов. Публика, присутствовавшая на выступлении, высоко оценила творчество группы. 28 апреля «Советская культура» выпустила «разгромную» статью, обеспечив группе всесоюзную известность. Успех коллектива был подкреплён выступлениями на фестивалях «Литуаника-87», «Подмосковные вечера», «Подольск-87».
Благодаря запоминающимся мелодиям песен и ярким  текстам к 1988 году «Наутилус Помпилиус» становится одной из известных рок-групп страны, составляя конкуренцию таким коллективам, как: «ДДТ», «Аквариум» и «Кино». Параллельно с ростом популярности между двумя основателями группы начали возникать творческие разногласия. Дмитрий Умецкий считал, что коллективу необходимо прекратить концертную деятельность, сосредоточившись на студийной работе и предъявил ультиматум: если группа не прекратит концерты и не переедет в Москву, то он выйдет из состава. Но остальные музыканты проголосовали за продолжение выступлений, в результате чего Умецкий покинул «Наутилус» и начал сольную карьеру. Также в группе начали появляться финансовые разногласия. Группа просуществовала до 1997 года.

### 1990-е
В 1997 году начал сольную карьеру. Записал альбом «НезаконНоРождённый …» (1997) совместно с Юрием Каспаряном (бывший участник группы «Кино») и сольный альбом «Овалы» (1998). Сыграл эпизодическую роль в фильме Алексея Балабанова «Брат», для которого также написал саундтрек, а в фильм «Брат 2» вошла песня «Гибралтар-Лабрадор», записанная для альбома «Пятиугольный грех» проекта Бориса Гребенщикова «Террариум» на стихи Джорджа Гуницкого.
В 2015 году во втором альбоме проекта 3=8 Бутусов исполнил песню «Бэби убийца».
В 1999—2000 годах выступал вместе с Минской группой «Плато». В составе группы появился в эфире программы Дмитрия Диброва «Антропология». Однако сотрудничество с «Плато» оказалось краткосрочным.

### 2000-е
В 2000 году выходит совместный альбом Бутусова и группы «Deadушки» «Элизобарра-торр», в котором были смешаны электронная музыка и русский рок. На песню «Настасья» был снят клип и выпущен сингл.
В 2001 году Бутусов вместе с музыкантами распавшейся в 1990 году  после смерти Цоя группы «Кино» записал альбом «Звёздный падл», состоящий из песен Евгения Головина, и собрал группу «Ю-Питер», в которую, кроме самого Бутусова, вошли Георгий (Юрий) Каспарян, Олег Сакмаров (бывший участник Аквариума) и Евгений Кулаков (бывший участник группы «Пойманные Муравьеды»). В таком составе группа записывает сингл «Ударная любовь» (2001) и полноценный альбом «Имя рек» (2003). В конце 2003 года Сакмаров покидает группу.
В 2002 году Бутусов пишет стихи песни «Факультет естественной любви» на музыку Егора Белкина для альбома «НеНастье» группы «Настя». Также на альбом вошло два ремикса этой песни.
В 2004 году «Ю-Питер» записывает альбом «Биографика».

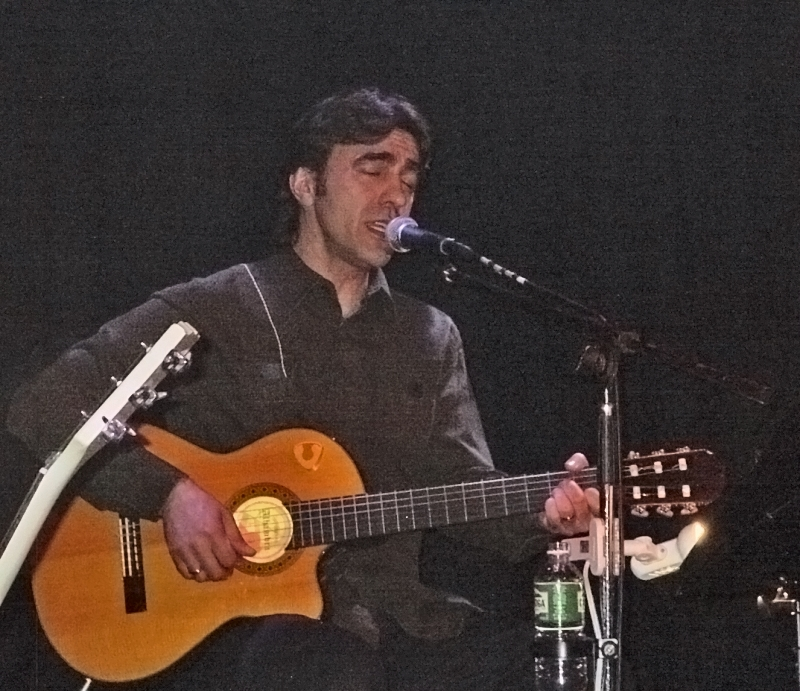
Вячеслав Бутусов в 2005 году

В 2005 году Бутусов получает премию «Муз-ТВ-2005» за вклад в развитие отечественной рок-музыки. В этом же году выходит фильм «Жмурки», в создании музыки к которому участвовал Бутусов.
Летом 2006 года Вячеслав Бутусов выступил перед активистами движения «Наши», автор стихов группы «Наутилус Помпилиус» Илья Кормильцев обратился с открытым письмом в адрес музыканта, в котором, в частности, заявил: «Я не хочу, чтобы наёмные гопники, оттягивающиеся за счёт налогоплательщиков, внимали стихам, которые я писал сердцем и кровью».
В 2007 году Бутусов становится писателем. В продаже появляется его книга «Виргостан», включающая две повести и словарь житейских состояний. Спустя несколько месяцев выходит ещё одна книга «Антидепрессант. Со-Искания». Она является продуктом сотворчества Вячеслава Бутусова и Николая Якимчука. В 2011 году выходит третья книга Вячеслава Бутусова — «Архия».
В 2008 году Бутусов в качестве приглашённого вокалиста записывает альбом песен молодых исполнителей. Музыкальным продюсером проекта стал лидер группы «Чебоза» Василий Гончаров. Альбом получает название «Модель для сборки».
17 июня 2008 года вышел альбом Вячеслава Бутусова и группы «Ю-Питер» «Богомол».

### 2010-е
Бутусов начинает устраивать свои творческие вечера, где совмещает исполнение песен под акустическую гитару с общением с публикой. В 2010—2011 годах творческие вечера В. Бутусова прошли в Москве, Санкт-Петербурге, Пушкине, Екатеринбурге, Уфе и Архангельске. В некоторых концертах принимает участие дочь Вячеслава Ксения.
2 декабря 2010 года появился четвёртый альбом Вячеслава Бутусова и группы «Ю-Питер» «Цветы и тернии» (первоначально альбом хотели назвать «Неохиппи»).
В 2011 году Вячеслав Бутусов отметил своё 50-летие. Грандиозные юбилейные концерты прошли в Москве и Санкт-Петербурге. На основе записей московского концерта группа подготовила концертный альбом «10-ПИТЕР», интернет-релиз которого состоялся 1 марта 2012 года.
В 2011 году награждён орденом «За заслуги перед Отечеством» четвёртой степени — за большие заслуги в развитии музыкального искусства и многолетнюю творческую деятельность.
Вячеслав Бутусов не забывает и о своём художественном образовании. Его рисунки становятся частью концертного видеоряда группы, он открывает виртуальную галерею художественных работ, и устраивает первую персональную выставку в Екатеринбурге. Бутусов проявляет интерес к мультипликации и в будущем мечтает снять полнометражный мультфильм.

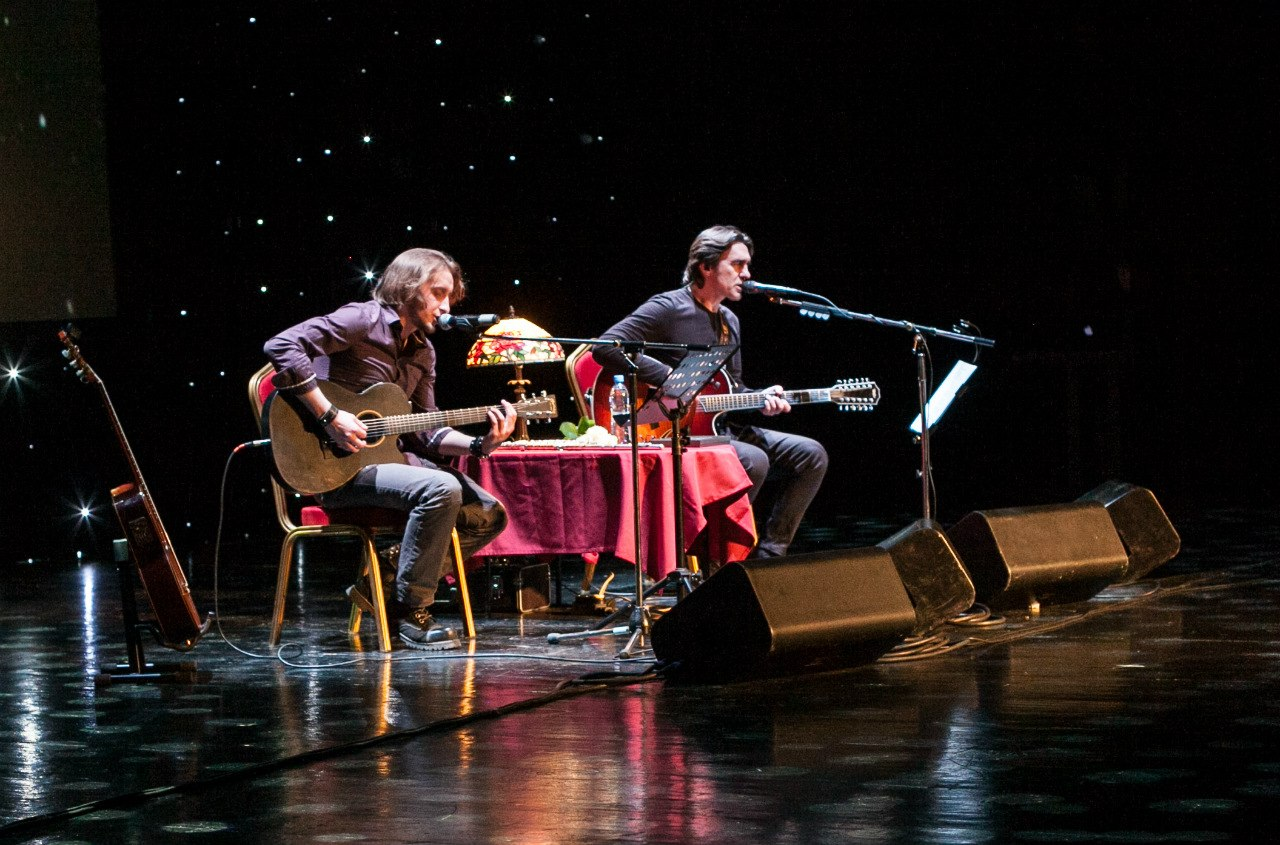
Выступают Филипп Август и Вячеслав Бутусов

В 2013 году Вячеслав Бутусов принял участие в благотворительном мультипликационном проекте «Летающие звери», наряду с  Чулпан Хаматовой, Андреем Макаревичем и Сергеем Маковецким.
В 2015 году группа «Ю-Питер» завершила работу над пятым по счёту студийным альбомом под названием «Гудгора». Релизу предшествовали несколько видеоклипов, все они были смонтированы Вячеславом Бутусовым.
26 февраля 2017 года музыкант объявил о распаде «Ю-Питера»: «Сейчас мы приступаем к подготовке грандиозного проекта — празднованию 35-летия „НАУ“, собираем новую команду и делаем жизнеутверждающую программу».
Дебютная пластинка «Аллилуия» новой группы Вячеслава Бутусова «Орден Славы» вышла 15 ноября 2019 года.

### 2020-е
25 июня 2021 года художественный руководитель Александринского театра Валерий Фокин сообщил, что Бутусов станет автором музыки к будущему спектаклю театра с рабочим названием «Два царя» по пьесе Бориса Акунина.
1 октября 2021 года Вячеслав Бутусов анонсировал переиздание полной дискографии группы «Наутилус Помпилиус» на виниловых пластинках. Новая серия получила название «Авторизованная коллекция». Принципиальное отличие готовящихся изданий от предыдущих заключается в том, что впервые альбомы выйдут в полном виде. «Несмотря на популярность группы Nautilus Pompilius, далеко не все её альбомы были изданы полностью, в надлежащем качестве и в оригинальном оформлении. Последующие переиздания ещё больше усугубили эту ситуацию» — говорится в пресс-релизе новой серии. Реставрацией звука занимается Евгений Гапеев, оформление конвертов взял на себя Александр Коротич. Выпускать серию будет Олег Коврига, основатель лейбла Отделение «Выход». На данный момент в серии планируется выпустить шестнадцать альбомов. Пластинки будут напечатаны в Германии, причём многие выйдут в формате двойников с дополнительными материалами. До конца 2021 года планируется издать альбомы «Подъём!», «Титаник», «Яблокитай» и трибьют «Гудбай, Америка!».
С октября 2022 года Бутусов начал работать над либретто (текстом) симфонического проекта «Плач Адама».
Бутусов выступил композитором документального фильма «Святой архипелаг», вышедшего 8 марта 2023 года.
20 февраля 2025 года вышел новый альбом «Плач Адама» из одноимённого симфонического цикла Вячеслава Бутусова в исполнении группы «Орден Славы» и детского хора. Альбом доступен на стриминговых музыкальных серверах.

## Семья
- Отец — Геннадий Дмитриевич Бутусов (10.11.1938—14.08.2016), заслуженный строитель.[28]
- Мать — Надежда Константиновна Бутусова.
- Первая жена — Марина Добровольская-Бутусова (род. 1961), архитектор, художник-костюмер группы Nautilus Pompilius, журналист.
  - Дочь Анна (род. 31.07.1980), художница по гриму.
- Вторая жена (с 1991) — Анжелика Эстоева (род. 28.10.1970).
  - Дочь Ксения (род. 31.07.1991), актриса.
    - Внучка Дивна (род. 6.12.2013).

  - Дочь Софья (род. 1999)
  - Сын Даниил (род. 22.09.2005)[29].

«Познакомились они, когда Анжелике было лет семнадцать, в Петербурге на „Ленфильме“. Анжелика работала помощником режиссёра и у входа столкнулась со Славой, который что-то обсуждал со своим директором».

## Награды
- Орден «За заслуги перед Отечеством» IV степени (13 октября 2011 года) — за большие заслуги в развитии музыкального искусства и многолетнюю творческую деятельность[31][32].
- Заслуженный артист Российской Федерации (13 июня 2019 года) — за большой вклад в развитие отечественной культуры и искусства, многолетнюю плодотворную деятельность[33].
- Премия Ленинского комсомола (1989) — за песни «Наутилус Помпилиус» последних лет.
- Золотой граммофон (2004) — за песню «Девушка по городу».
- Царскосельская художественная премия (2007).
- Медаль «15 лет Кемеровской и Новокузнецкой епархии» (26 марта 2009 года) — за духовно-нравственное воспитание подрастающего поколения[34].
- Орден Преподобного Серафима Саровского III степени (15 октября 2021 года) — за участие в различных общественных и благотворительных проектах[35].
- Орден Милосердия (Псковская область, 4 марта 2011 года) — за участие в цикле благотворительных концертов, приуроченных к празднованию Всероссийской Масленицы[36].

## Общественно-политическая позиция
В 1996 году в составе группы участвовал в концертном туре «Голосуй или проиграешь» в поддержку Бориса Ельцина. 
В 2014 году, на фоне начала российско-украинской войны, выпустил антивоенное обращение на украинском канале «1+1» с Максимом Леонидовым, Борисом Гребенщиковым и Юрием Шевчуком. В 2016 году принял участие в фестивале «Остров» 91, посвящённый 25-й годовщины августовского путча. В апреле 2020 года принял участие в благотворительном марафоне «Прорвёмся!» в поддержку российских медиков, борющихся с коронавирусом.
В 2017 году Бутусов приехал в Крым и принял участие в концерте в честь 233-летия Симферополя, накануне выступления заявив, что к политике не имеет никакого отношения, а в Крым будет продолжать ездить, как и все последние 30 лет. В начале сентября 2022 года состоялось выступление Бутусова на полях Восточного экономического форума, где для совместного исполнения песни «Последнее письмо» на сцену вышел председатель правления ВТБ Андрей Костин. В июле 2022 года был отменён концерт Бутусова в Финляндии из-за поддержки Финляндией Украины и выступлений музыканта в аннексированном Крыму.
Бутусов также высказался о вторжении России на Украину: «Это проявление духовной брани, это битва между добром и злом, это борьба света и тьмы», но при этом пожелал скорейшего мира.

## Дискография
- Дискография с группой Наутилус Помпилиус: см. Дискография Nautilus Pompilius
- Дискография с группой Ю-Питер: см. Ю-Питер
- Дискография с группой Орден Славы: см. Орден Славы

### Сольные альбомы
- 1985 — «Мост» (в составе проекта Евгения Димова «Степ»)
- 1997 — «НезаконНоРождённый АльХимик доктор Фауст — Пернатый Змей» (с Юрием Каспаряном)
- 1998 — «Овалы» (сольный альбом) [46]
- 2000 — «Элизобарра-торр» (с Deadушками)
- 2001 — «Звёздный падл» (Вячеслав Бутусов и музыканты группы «Кино») [47]
- 2001 — «Тихие игры» (акустический концертный альбом)
- 2006 — «Со100яния» (музыка для мобильных устройств на платформе J2me)
- 2008 — «Модель для сборки» (саундтрек к предполагаемому будущему фильму режиссёра Максима Швачко. На март 2025 года картина не снята)
- 2017 — «Гудбай, Америка!» (сборник к 35-летию группы Nautilus Pompilius, включающий перезаписанные песни группы в новых аранжировках) — вместе с новой группой, позже получившей название «Орден Славы»
- 2019 — «Аллилуйя» (первый студийный альбом с группой «Орден Славы»)
- 2020 — Chiaroscuro (инструментальный альбом совместно с Екатериной Мечетиной)[48]
- 2025 — «Плач Адама» (инструментальный симфонический альбом из одноимённого симфонического цикла по мотивам Священного Писания. В записи приняли участие симфонический оркестр Ленинградской области «Таврический» под управлением художественного руководителя и главного дирижёра Михаила Голикова, а также академический молодёжный хор телевидения и радио Санкт-Петербурга под руководством Игоря Грибкова)
- 2025 — «Мертвец» (второй студийный альбом с группой «Орден Славы»)

### Синглы
- 2000 — «Настасья», сингл (с Deadушками). Входит в четвёртый альбом — «Элизобарра-Торр».
- 2016 — «К ангелам»
- 2020 — «Мельмот скиталец. Ария монаха Монсадо»
- 2020 — «На небе всегда кто-то есть»
- 2020 — «О чём молчат деревья»
- 2020 — «Город»
- 2020 — «Ястребиная свадьба»
- 2021 — «Мертвец»
- 2021 — «Человек-звезда»

### Сольные клипы
- 1996 — «По морям, по волнам» (из проекта «Митьковские песни»)
- 2000 — «Настасья» (с Deadушками)
- 2001 — «Триллипут» (с Deadушками)
- 2008 — «Фея»
- 2013 — «Мы летим» (с Чулпан Хаматовой, Андреем Макаревичем и Сергеем Маковецким)
- 2016 — «Письма» (с Севарой Назархан)
- 2019 — «Осінь панує» (с группой «Сонце-Хмари» и Юрием Шевчуком)
- 2020 — «Я хочу быть с тобой» (с Ichigo Tanuki)
- 2020 — «Идиот» (реж. В. Пономарёв)
- 2020 — «Дети сидят в интернете» (реж. Олег Ракович)
- 2020 — «О чём молчат деревья»

### Проект «Террариум»
Проект Бориса Гребенщикова на стихи Анатолия (Джорджа) Гуницкого. Вячеслав Бутусов исполнил песни:
- «География» (дуэтом с Борисом Гребенщиковым) с альбома проекта «Пятиугольный грех» (2000 год);
- «Гибралтар-Лабрадор» с альбома «Пятиугольный грех» (2000). Песня вошла в саундтрек фильма «Брат 2»;
- «Бэби убийца» со второго альбома проекта «3=8» (2015).

Отдельно изданные песни
- 2008 — «Бог-суперстар», дуэт с группой «Смысловые галлюцинации», вошедший в альбом группы «Сердца и моторы».
- 2011 — «Я вижу Солнце», дуэт с группой «Серьга», вошедший в альбом группы «Детское сердце».
- 2013 — «Письма». Исполнена дуэтом с Севарой Назархан, в 2016 вышел клип. В. Бутусов также является автором русского текста песни.
- 2016 — «К Ангелам». Дуэт с Екатериной Мечетиной.

### Участие в трибьютах
| № | Год  | Оригинальный исполнитель | Трибьют- альбом      | Песня                      | Примечание                     |
| - | ---- | ------------------------ | -------------------- | -------------------------- | ------------------------------ |
| 1 | 1996 | Владимир Высоцкий        | Странные скачки      | Вариация на цыганские темы |                                |
| 2 | 2000 | Кино                     | КИНОпробы            | Звезда по имени Солнце     |                                |
| 3 | 2003 | Дюша Романов             | Мой друг — музыкант  | Благодарный мертвец        | feat. Laska Omnia              |
| 4 | 2003 | Пикник                   | Трибьют (Пикник)     | Сурги и Лурги              |                                |
| 5 | 2009 | Машина времени           | Машинопись           | Ты или я                   |                                |
| 6 | 2012 | Аквариум                 | Re:Аквариум          | Вана Хойа                  | группа Cats Park feat. Бутусов |
| 7 | 2014 | Александр Башлачёв       | Серебро и слёзы      | Посошок                    | feat. Калинов мост             |
| 8 | 2016 | Калинов мост             | Tribute Калинов Мост | Терпкая Камчатка           |                                |
| 9 | 2019 | Tequilajazzz             | Tribute              | Зимнее солнце              |                                |

### Сессионные работы
- 1992 — ансамбль из музыкантов русского рока — Константина Кинчева, Гарика Сукачева и группы Бригада С, Вячеслава Бутусова, Юрия Шевчука, Владимира Шахрина, Гарика Сукачёва, Сергея Галанина, Александра Скляра, Сергея Высокосова, Джоанны Стингрей записал песню-гимн русского рока — Всё это рок-н-ролл, которая вошла в одноимённый альбом группы Бригада С.
- 1995 — проект «Митьки», сборник «Митьковская тишина» — вокал в треке 3. «Как над нашею котельной...».
- 2002 — группа «Настя», альбом «НеНастье» — стихи песни «Факультет естественной любви»
- 2006 — группа «Ария», Вадим и Глеб Самойловы, Константин Кинчев, Вячеслав Бутусов, Юрий Шевчук, Андрей Большаков и Сергей Маврин записали песню «Воля и разум: 20 лет спустя», вошедшую в сингл группы «Ария» — «Чужой».
- 2006 — группа «ТОП», альбом «Ночь Нежна» — вокал в треках 2. «Любовь — это дым» 6. и «Это просто слова»[50].
- 2008 — ансамбль из музыкантов русского рока — Константин Кинчев и группа Алиса, Армен Григорян, Сергей Галанин, Вячеслав Бутусов, Рикошет, Александр Ф.Скляр, Алексей Романов, Сергей «Чиж» Чиграков, Борис Гребенщиков, Михаил Борзыкин, Гарик Сукачёв, Владимир Шахрин, Вадим и Глеб Самойловы, Александр Васильев, Дмитрий Ревякин, Князь, Горшок, Антон «Пух» Павлов, Евгений «АйАйАй» Фёдоров и Андрей Макаревич записали вторую песню-гимн русского рока — «Rock-n-roll», которая вошла в альбом «Стать севера» группы Алиса.

### Концертные видео
- 2000 — «Бибигония», концерт-спектакль организованный Вячеславом Бутусовым совместно с группой «Плато» и театром «Лицедеи» в Санкт-Петербурге. Фактически это театральная презентация альбома «Овалы»
- 2008 — «Модель для сборки» (DVD, фильм о записи одноимённого альбома). Продавался бонусом к альбому. В фильме прозвучали интервью с Вячеславом Бутусовым и музыкантами, записавшими альбом и клип «Фея».
- 2009 — «Из рая в рай» (DVD, фильм-концерт) акустический творческий вечер Вячеслава Бутусова в Алма-Ате. Исполнение песен совмещено общением с публикой. Вечер выложен для свободного просмотра на официальном канале группы Ю-Питер в YouTube.
- 2011 — «Юбилейный концерт Вячеслава Бутусова (2011)» (c группой Ю-Питер). Концерт прошедший 20 октября 2011 года в московском «Крокус сити холле», посвящённый 50-летию Вячеслава. По результатам концерта был издан интернет концертный альбом «10-Питер», посвящённый 10-летию группы Ю-Питер.
- 2016 — «Пробуждённая радость», концерт-спектакль совместно с Екатериной Мечетиной в Санкт-Петербурге

### Прочие работы
2011 — «Хармс FM». Бутусов читает рассказы Даниила Хармса под музыку.

## Кинематограф

### Автор музыки к фильмам
- 1997 — Брат
- 2000 — Брат 2
- 2002 — Война
- 2005 — Жмурки
- 2010 — Игла Remix
- 2021 — Нас других не будет (документальный)
- 2023 — Святой архипелаг (документальный)
- 2024 — У края бездны (документальный)

### Роли в фильмах
| Год  |     | Название                              | Роль                     |
| ---- | --- | ------------------------------------- | ------------------------ |
| 1987 | кор | Раньше было другое время              | камео                    |
| 1987 | ф   | Зеркало для героя                     | камео                    |
| 1988 | док | Рок из России                         | камео                    |
| 1988 | ф   | Серп и гитара                         | Имя персонажа не указано |
| 1989 | кор | Настя и Егор                          | камео                    |
| 1989 | ф   | СВ. Спальный вагон                    | пассажир СВ              |
| 1997 | ф   | Брат                                  | камео                    |
| 2005 | док | Александр Башлачёв. Смертельный полет | камео                    |
| 2020 | ф   | Митьковская встреча эры милосердия    | Глеб Жеглов              |
| 2021 | док | Нас других не будет                   | в роли самого себя       |

Также снялся в клипе на песню группы «ДДТ» «Что такое осень».

### Нереализованные проекты
- В 1989 году группа Nautilus Pompilius при участии Вячеслава Бутусова и Дмитрия Умецкого записывает альбом «Человек без имени». Альбом должен был стать саундтреком одноимённого фильма по сценарию жены Умецкого Алёны Аникиной. Режиссёром фильма должен был быть Виктор Титов, постановщик таких фильмов, как «Здравствуйте, я ваша тётя!» и «Жизнь Клима Самгина»[51]. Но всё закончилось тем, что вновь произошли разногласия основателей группы, и съёмки не состоялись, а альбом был выпущен только в 1995 году.
- В 1997 году Бутусов и гитарист группы «Кино» Юрий Каспарян записали альбом «НезаконНоРождённый АльХимик доктор Фауст — Пернатый Змей». Альбом должен был стать саундтреком к так и не снятому фильму[52].
- Изначально Вячеслав Бутусов должен был играть главную роль музыканта в последнем фильме Алексея Балабанова «Я тоже хочу» (2012). Однако обстоятельства не сложились, и роль исполнил другой рок-музыкант Олег Гаркуша[53].